# St.-Georgs-Kirche von Samatya

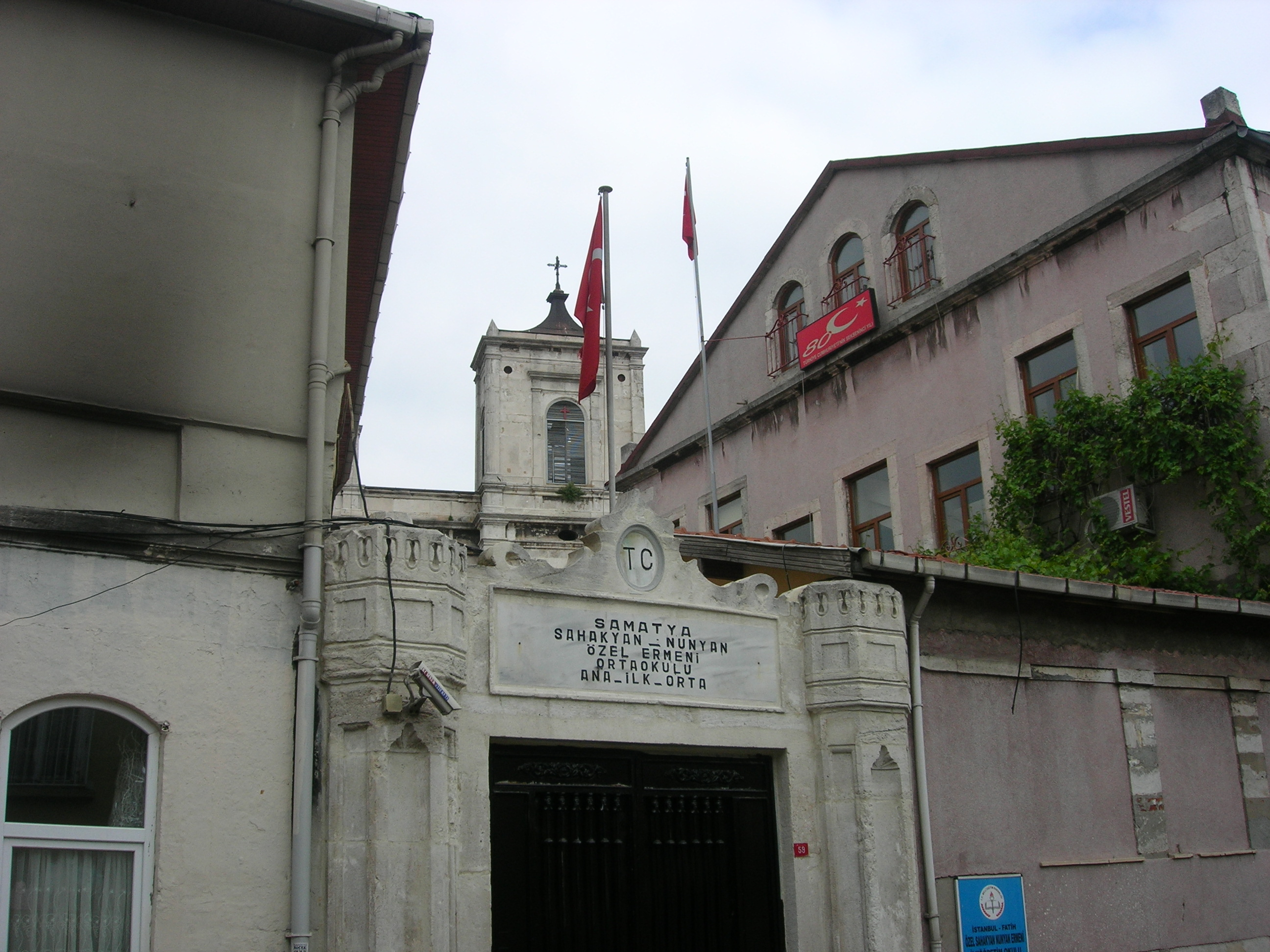
Blick von Norden auf den Eingang zur modernen Kirche

Sankt Georg von Samatya (Surp Kevork) (armenisch Սամաթիոյ Սուրբ Գէորգ Եկեղեցի, türkisch Sulu Manastiri, „Wasser-Kloster“) ist eine dem heiligen Georg geweihte armenisch-apostolische Kirche in Istanbul.

## Beschreibung
Das zwischen 1866 und 1887 erbaute Bauwerk wurde auf den Überresten einer byzantinischen Klosterkirche errichtet, die im 11. Jahrhundert unter Romanos III. Argyros gebaut worden war. Der Gebäudekomplex war der Theotokos Peribleptos (griechisch Μονὴ τῆς Θεοτόκου τῆς Περιβλὲπτου, pr. Mone tes Theotókou tes Peribléptou) gewidmet und eines der wichtigsten griechisch-orthodoxen Klöster in Konstantinopel. Nach der osmanischen Eroberung der Stadt im Jahre 1453 wurde das Kloster an die armenische Gemeinde von Konstantinopel übergeben und war zeitweise auch Sitz des Armenischen Patriarchats von Konstantinopel.
Der Bauherr war Bedros Nemtze. Die Kirche befindet sich im Istanbuler Bezirk Fatih in der Nachbarschaft von Kocamustafapaşa (historisch Samatya) an der Marmara Caddesi 79. Sie befindet sich innerhalb der Stadtmauern nahe dem Marmarameer.